# Grand Prix Robbiano
Le Grand Prix Robbiano  est une ancienne course cycliste en ligne italienne disputée de 1964 à 1967 en Lombardie. 
L'épreuve se disputait dans la région de Lombardie à Robbiano.

## Palmarès
| Année | Vainqueur         | Deuxième          | Troisième       |
| ----- | ----------------- | ----------------- | --------------- |
| 1964  | Vittorio Adorni   | Italo Zilioli     | Franco Cribiori |
| 1965  | Gianni Motta      | Adriano Passuello | Franco Bodrero  |
| 1966  | Gianni Motta      | Luciano Armani    | Rudi Altig      |
| 1967  | Wladimiro Panizza | Giorgio Favaro    | Pietro Guerra   |